# Boris Popovic
Boris Popovic (Servisch: Борис Поповић) (Tours, 26 februari 2000) is een Servisch voetballer die sinds september 2024 verhuurd wordt aan het Portugese FC Arouca. 

## Carrière
Popovic maakte op 28 mei 2016 zijn officiële debuut voor het B-elftal van FC Tours, dat toen uitkwam in de CFA2. In 2017 maakte hij de overstap naar AS Monaco, waar hij uitkwam voor het B-elftal in de Championnat National 2. In de seizoenen 2017/18 en 2018/19 vertegenwoordigde hij de club ook in de UEFA Youth League.
In juli 2021 maakte hij op definitieve basis de overstap naar Cercle Brugge, de Belgische dochterclub van AS Monaco.